# Exakter Test nach Fisher
Der Exakte Fisher-Test (Fisher-Yates-Test, exakter Chi-Quadrat-Test) ist ein exakter Signifikanztest auf Unabhängigkeit in Kontingenztafeln. Im Gegensatz zum  Chi-Quadrat-Unabhängigkeits-Test stellt er jedoch keine Voraussetzungen an den Stichprobenumfang und liefert auch bei einer geringen Anzahl von Beobachtungen zuverlässige Resultate. Er geht auf den britischen Statistiker Ronald Aylmer Fisher zurück.
Ursprünglich wurde er für zwei dichotome Variablen entwickelt, also für 2x2-Kontingenztafeln, aber er kann auch auf größere Kontingenztafeln erweitert werden.

## Idee
| Erwartete Häufigkeiten bei Gültigkeit der Nullhypothese. |                       |                              |                              |
|                                                          | A                     | nicht A                      | {\displaystyle \sum }        |
| B                                                        | {\displaystyle h_{a}} | {\displaystyle h_{c}}        | {\displaystyle h_{B}}        |
| nicht B                                                  | {\displaystyle h_{b}} | {\displaystyle h_{d}}        | {\displaystyle h_{\bar {B}}} |
| {\displaystyle \sum }                                    | {\displaystyle h_{A}} | {\displaystyle h_{\bar {A}}} | {\displaystyle n}            |

| Beobachtete Häufigkeiten in der Stichprobe. |                     |                     |                           |
|                                             | A                   | nicht A             | {\displaystyle \sum }     |
| B                                           | {\displaystyle a}   | {\displaystyle c}   | {\displaystyle a+c}       |
| nicht B                                     | {\displaystyle b}   | {\displaystyle d}   | {\displaystyle b+d}       |
| {\displaystyle \sum }                       | {\displaystyle a+b} | {\displaystyle c+d} | {\displaystyle n=a+b+c+d} |

Fishers exakter Test ist eine Alternative zum Chi-Quadrat-Unabhängigkeits-Test bei einer 2x2-Kontingenztafel. Die rechte obere Kontingenztabelle enthält die beobachteten Häufigkeiten {\displaystyle a}, {\displaystyle b}, {\displaystyle c} und {\displaystyle d} für die vier Merkmalskombinationen, während die linke obere Kontingenztabelle die erwarteten Häufigkeiten unter der Gültigkeit der Nullhypothese enthält. Der Wert der Teststatistik ergäbe sich beim Chi-Quadrat-Unabhängigkeits-Test als
{\displaystyle t={\frac {(a-h_{a})^{2}}{h_{a}}}+{\frac {(b-h_{b})^{2}}{h_{b}}}+{\frac {(c-h_{c})^{2}}{h_{c}}}+{\frac {(d-h_{d})^{2}}{h_{d}}}}
und die zugehörige Teststatistik {\displaystyle T} wäre dann approximativ {\displaystyle \chi ^{2}}-verteilt mit einem Freiheitsgrad, falls die Hypothese der Unabhängigkeit richtig ist. Damit die Approximation gilt, muss jedoch gelten {\displaystyle h_{a}\geq 5}, {\displaystyle h_{b}\geq 5}, {\displaystyle h_{c}\geq 5} und {\displaystyle h_{d}\geq 5}.
Sind die vier Randhäufigkeiten {\displaystyle h_{A}}, {\displaystyle h_{B}}, {\displaystyle h_{\bar {A}}} und {\displaystyle h_{\bar {B}}} fest, dann reicht es jedoch eine der Zellen zu betrachten. Sobald z. B. der Wert von {\displaystyle h_{a}} festliegt, liegen aufgrund der fixierten Randhäufigkeiten auch die Werte für {\displaystyle h_{b}}, {\displaystyle h_{c}} und schließlich auch {\displaystyle h_{d}} fest.
Fisher zeigte, dass die Anzahl der Beobachtungen {\displaystyle H_{a}} in der linken oberen Ecke einer hypergeometrischen Verteilung folgt:
{\displaystyle H_{a}\sim Hyp(N_{hyp}=n,M_{hyp}=h_{B},n_{hyp}=h_{A})}.
Die unbekannten Randverteilungen werden aus der Stichprobe mittels deren Randhäufigkeiten geschätzt, so dass folgt:
{\displaystyle H_{a}\sim Hyp(N_{hyp}=n,M_{hyp}=a+c,n_{hyp}=a+b)}
und die Wahrscheinlichkeit, dass {\displaystyle H_{a}=a}, ergibt sich zu
{\displaystyle P(H_{a}=a)={\frac {{M_{hyp} \choose a}{N_{hyp}-M_{hyp} \choose n_{hyp}-a}}{N_{hyp} \choose n_{hyp}}}={\frac {{a+c \choose a}{b+d \choose b}}{n \choose a+b}}}
Alternativ kann nach Bortz, Lienert und Boehnke (1990) die Wahrscheinlichkeit geschrieben werden als
{\displaystyle P(H_{a}=a)={\frac {{(a+b)!}{(c+d)!}{(a+c)!}{(b+d)!}}{{n!}{a!b!c!d!}}}}
Ist der Wert von {\displaystyle a} in der Stichprobe zu klein oder zu groß, dann muss die Nullhypothese abgelehnt werden.

## Vorgehensweise
| Leistungen der Schüler einer kleinen Klasse | männlich | weiblich | Summe |
| ------------------------------------------- | -------- | -------- | ----- |
| genügend                                    | 3        | 1        | 4     |
| ungenügend                                  | 2        | 2        | 4     |
| Summe                                       | 5        | 3        |       |

Wahrscheinlichkeitsverteilung für für das Schülerbeispiel.

Die Unabhängigkeit der Schülerleistung vom Geschlecht kann bei dem Beispiel nicht mit dem Chi-Quadrat-Test bzw. dem Vierfeldertest auf seine statistische Signifikanz geprüft werden. Der exakte Test von Fisher hält dagegen auch bei wenigen Beobachtungen das geforderte Niveau ein.
Wählt man z. B. ein Signifikanzniveau {\displaystyle \alpha =15\,\%}, so ergeben sich die kritischen Werte als 2 bzw. 3, d. h. die Nullhypothese der Unabhängigkeit der Schülerleistung vom Geschlecht kann nicht verworfen werden, wenn {\displaystyle a=2} oder {\displaystyle a=3} ist. Ist {\displaystyle a<2} oder ist {\displaystyle a>3}, dann kann die Nullhypothese verworfen werden. Im Beispiel ist {\displaystyle a=3}, d. h. die Nullhypothese der Unabhängigkeit der Schülerleistung vom Geschlecht kann nicht verworfen werden.
Daneben gibt es noch drei weitere Tabellen (siehe unten), für die gilt, dass die Summe der Spalten- und Zeilenhäufigkeiten gleich den beobachteten Werten sind.
| {\displaystyle a=1} | männl. | weibl. |
| ------------------- | ------ | ------ |
| genügend            | 1      | 3      |
| ungenügend          | 4      | 0      |

| {\displaystyle a=2} | männl. | weibl. |
| ------------------- | ------ | ------ |
| genügend            | 2      | 2      |
| ungenügend          | 3      | 1      |

| {\displaystyle a=4} | männl. | weibl. |
| ------------------- | ------ | ------ |
| genügend            | 4      | 0      |
| ungenügend          | 1      | 3      |

Dieses Beispiel zeigt auch, dass der exakte Test nach Fisher ein konservativer Test ist. Denn die Wahrscheinlichkeit, dass man fälschlicherweise die Alternativhypothese annimmt (Fehler 1. Art), ergibt sich zu
{\displaystyle P(''H_{1}''|H_{0})=P(H_{a}=0)+P(H_{a}=1)+P(H_{a}=4)+P(H_{a}=5)=14{,}28\,\%<\alpha =15\,\%},
also kleiner als das vorgegebene Signifikanzniveau.